# Nákladní doprava
Nákladní doprava je souhrn úkonů, jimiž se uskutečňuje přeprava nákladů po obchodních cestách. Je to činnost spjatá s cílevědomým přemisťováním hmotných předmětů v nejrůznějších objemových, časových a prostorových souvislostech za použití různých dopravních prostředků a technologií.

## Druhy nákladní dopravy
- Železniční nákladní doprava
- Silniční nákladní doprava
- Vodní nákladní doprava
- Letecká nákladní doprava

### Železniční nákladní doprava

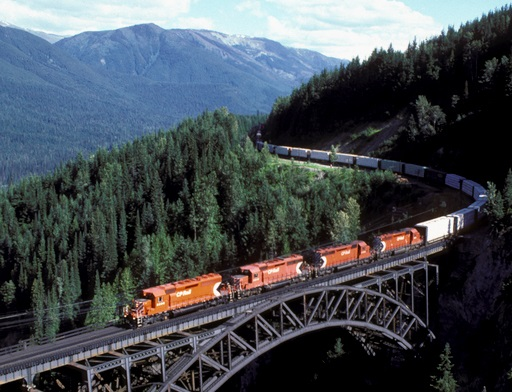
Železnice v Kanadě

Železniční doprava je nejvhodnější pro přepravu hromadného zboží (uhlí, dřevo, stavebniny, ropa, železná ruda apod.). U zboží, které nemá hromadnou povahu, je vhodná na delší přepravní vzdálenosti. Mez, co to je "delší přepravní vzdálenost", nelze jednoznačně určit, záleží na porovnání nákladů spojených s přemístěním zboží pomocí železniční dopravy a jiného v úvahu přicházejícího druhu dopravy.

### Silniční nákladní doprava

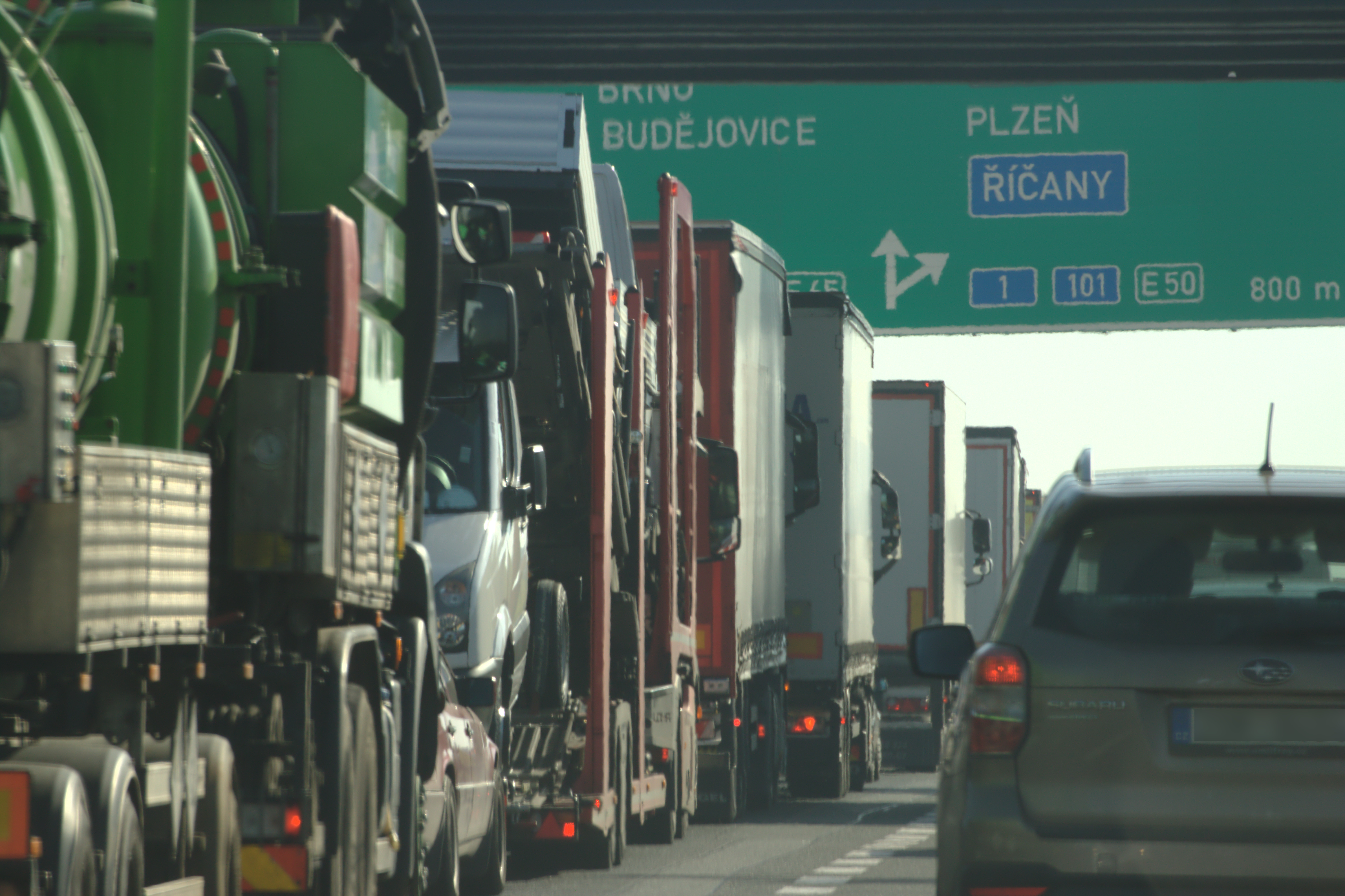
Nákladní vozidla

V roce 1892 Gottlieb Daimler zvětšil tehdy základní rozměry vozů a zkonstruoval tak první nákladní automobil. Postupně docházelo v následujících letech k zlepšení technologii. Zlepšování konstrukce a modernější motory umožnily stavbu stále větších nákladních vozů. Aby byla zvětšena kapacita přepravovaného nákladu, byly nákladní vozy později upravovány pro tažení přívěsů.
Silniční doprava je často oproti dopravě železniční konkurenčně pružnější. Je to tím, že technologie jejího provozu je jednodušší a také díky relačnímu charakteru jeho provozu (přeprava z místa A do místa B). Přeprava po silnici se odehrává na silniční síti a ta je přístupná tisícům silničních dopravců.
V silniční nákladní dopravě se obvykle člení dopravní prostředky podle přepravy na přepravu:
- valníkovými,
- sklápěčovými,
- speciálními automobily

a dále na přepravu:
- návěsy
- přívěsy

### Vodní nákladní doprava

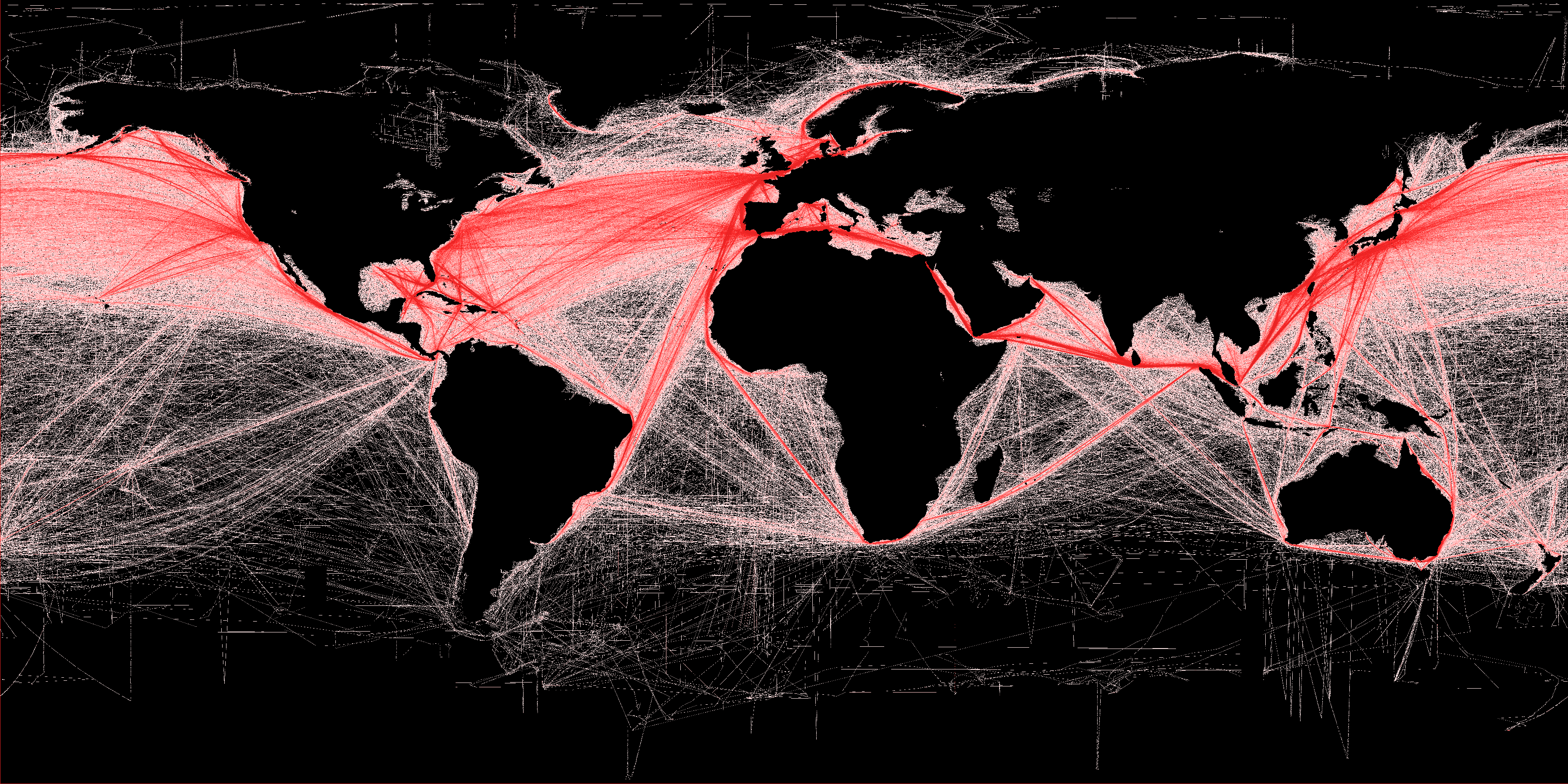
Mapa ilustrující hustotu lodní dopravy

Různé podmínky jsou ve vnitrozemské a v námořní dopravě. Říční doprava je omezena dopravními cestami (splavnými říčními toky). Přeprava po vodě má tedy jiné provozní podmínky. Především jde o množství prostojů, které nemůže dopravní podnik ovlivnit (vysoký či nízký stav vody na řekách apod.).

### Letecká nákladní doprava

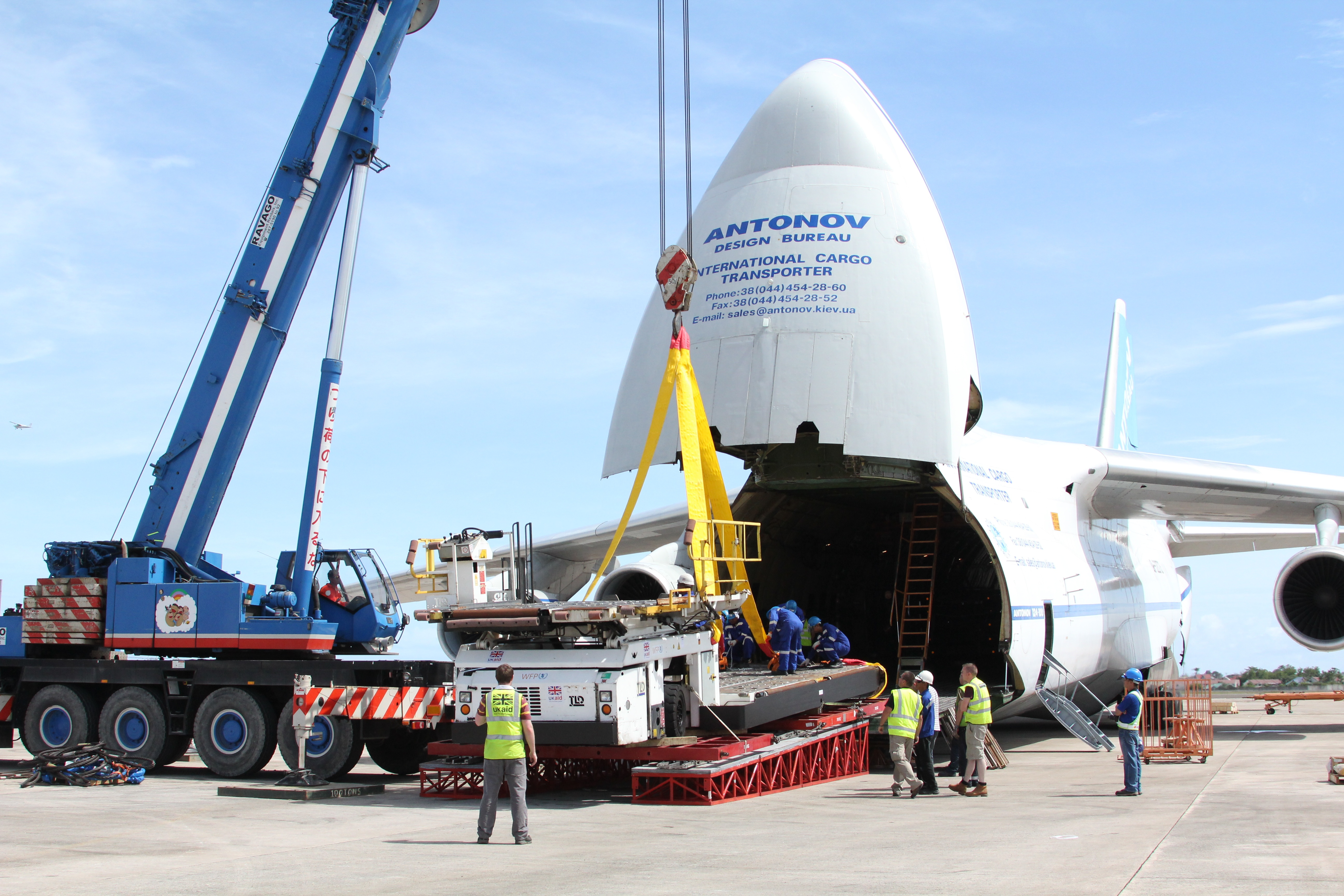
Nákladní letadlo

Letecká nákladní doprava je obvykle rychlý způsob přepravy nákladu. Nákladní letecká přeprava je orientována podle poptávky po přemístění. Zpravidla se jedná o přikládku zboží do linek osobní dopravy nebo jde o samostatné nákladní linky, ať už pravidelné či nepravidelné.